# Stanisław Pyjas

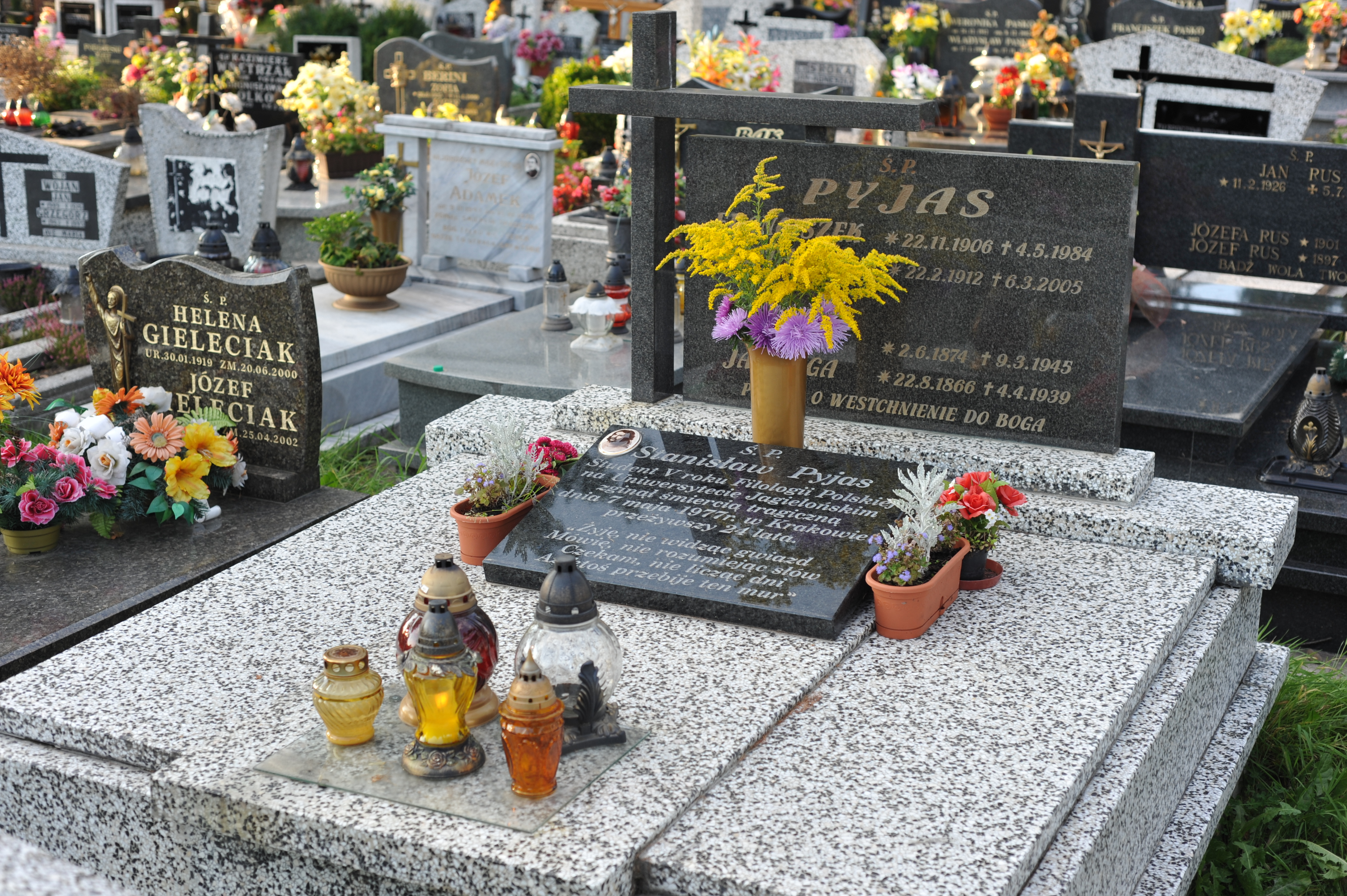
Grób Stanisława Pyjasa na cmentarzu w Gilowicach

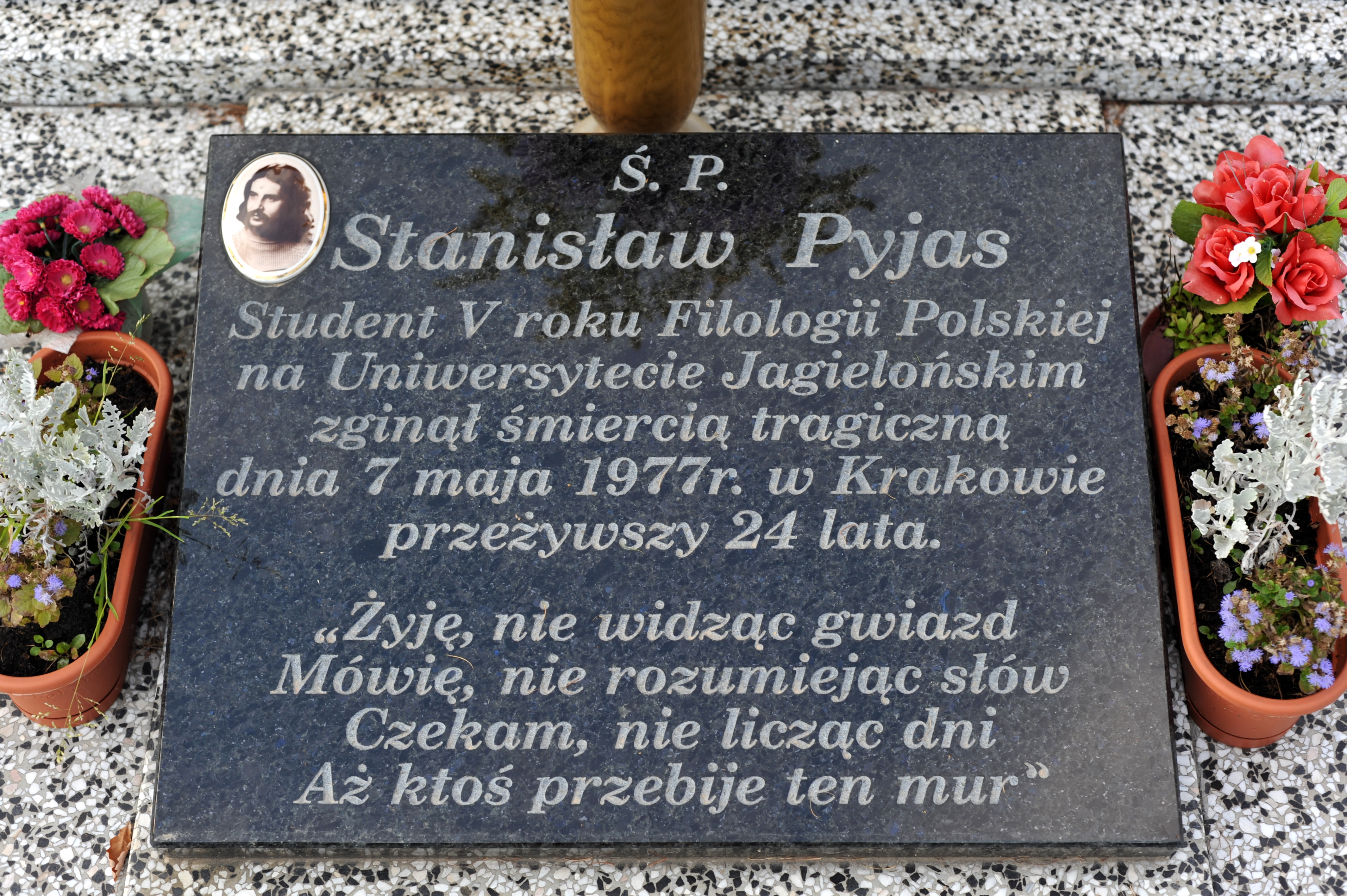
Fragment płyty nagrobnej. Autorem widniejącego na niej wiersza jest Rafał Wojaczek.

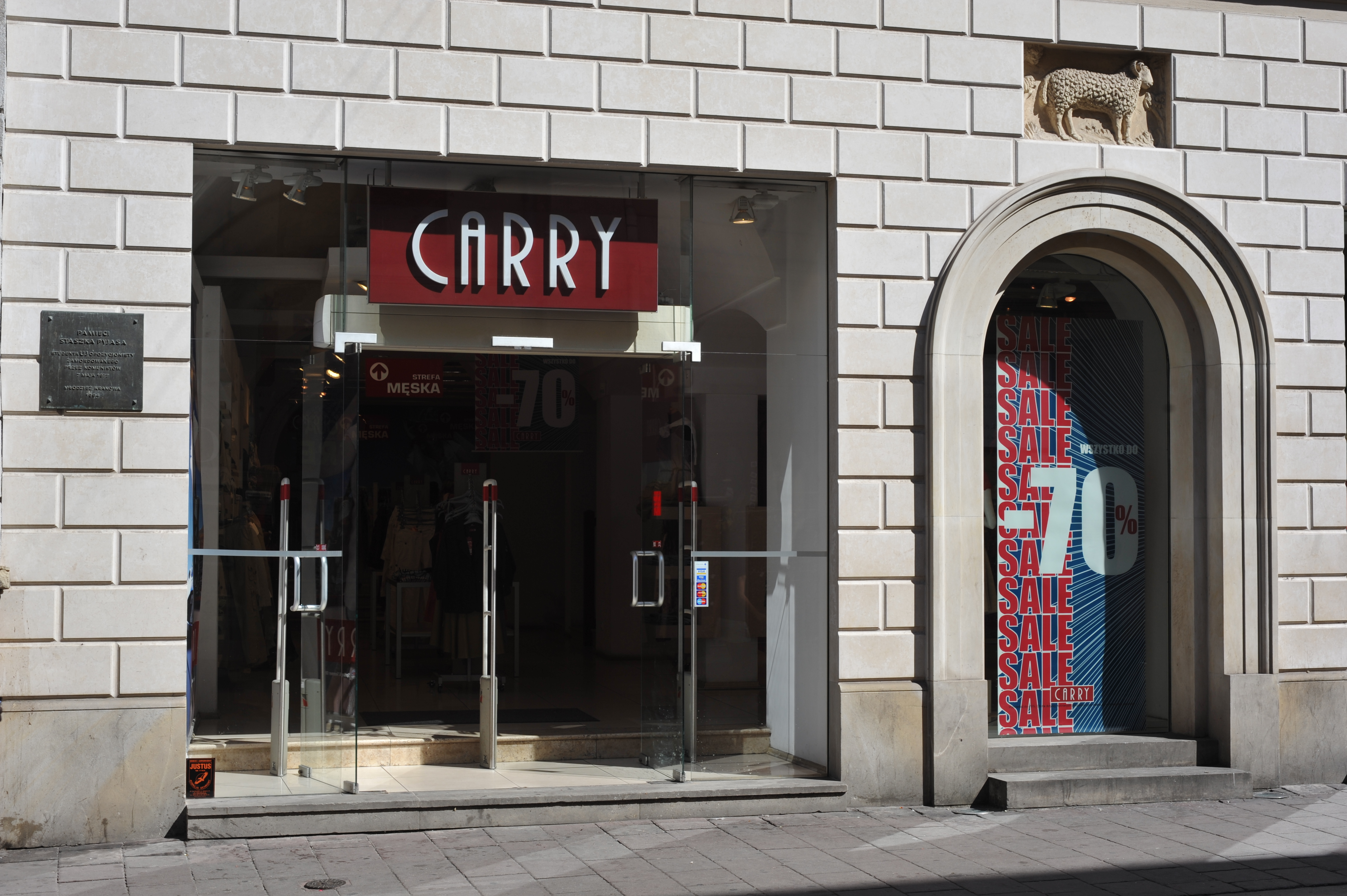
Parter kamienicy przy ul. Szewskiej 7 w Krakowie w sierpniu 2008 r.

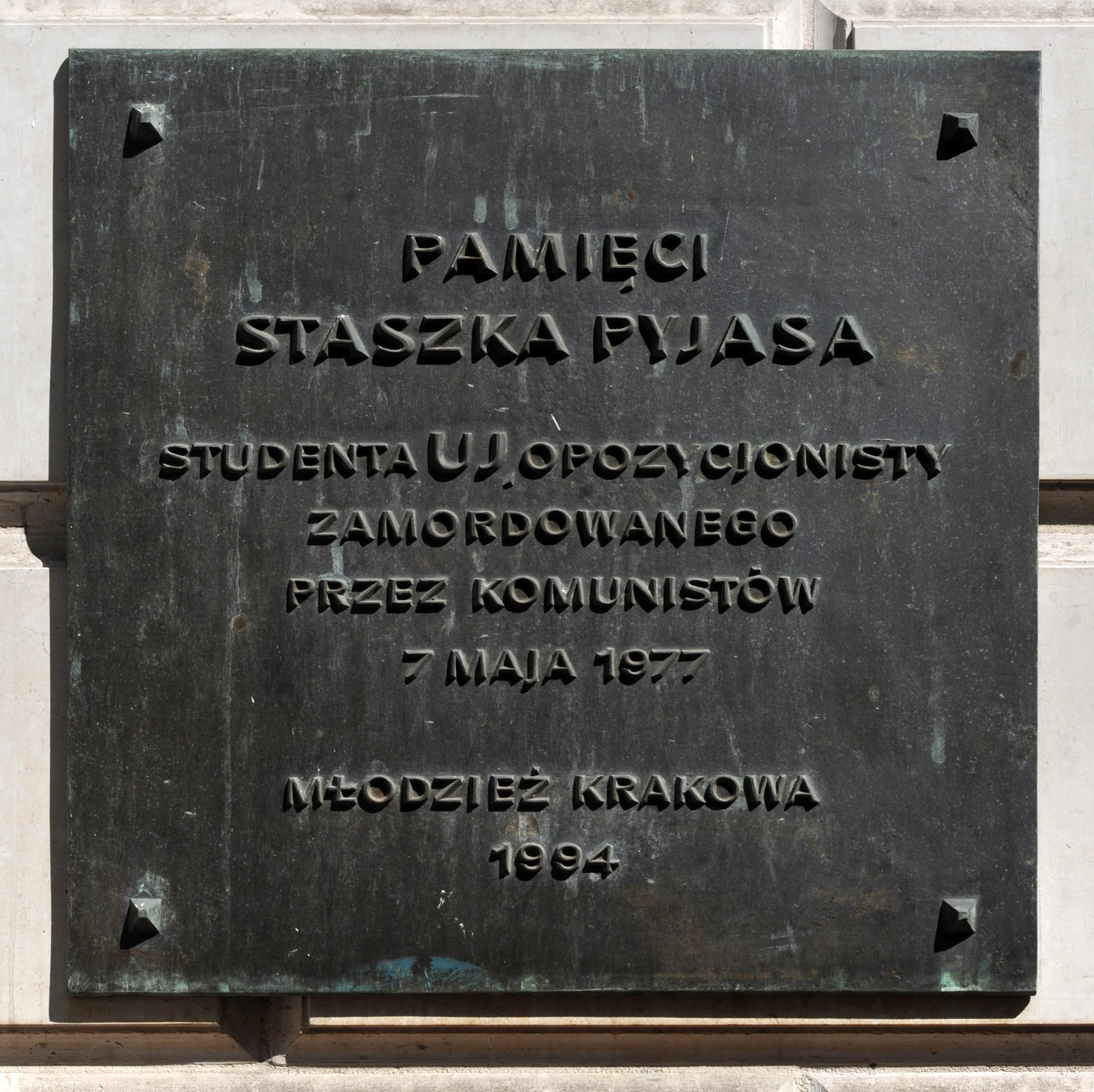
Pamiątkowa płyta na ścianie kamienicy przy ul. Szewskiej 7 w Krakowie

Stanisław Włodzimierz Pyjas (ur. 4 sierpnia 1953 w Gilowicach, zm. 7 maja 1977 w Krakowie) – działacz opozycyjny okresu PRL, student filologii polskiej i filozofii Uniwersytetu Jagiellońskiego. Jego śmierć w niewyjaśnionych okolicznościach na kilka dni przed juwenaliami wstrząsnęła środowiskiem akademickim Krakowa i Polski. Śledztwo i sekcję zwłok przeprowadzono po raz pierwszy w 1977 r., wtedy jeden z biegłych, doc. dr Kazimierz Jaegermann, nie złożył podpisu pod protokołem z sekcji. Po latach dokonano także ekshumacji zwłok Pyjasa w trakcie kolejnego śledztwa IPN prowadzonego od 2008 r. Jest pochowany na cmentarzu w Gilowicach.

## Życiorys
Syn nauczycielki Stanisławy (1930–2023) i oficera WOP Floriana. Podczas studiów mieszkał w Domu Studenckim „Żaczek” przy alei 3 Maja.

### Działalność opozycyjna
W latach 1976–1977 spontanicznie włączył się do organizowania protestów przeciwko represjom władzy wobec robotników z Radomia i Zakładów Mechanicznych Ursus. Współpracował z Komitetem Obrony Robotników. Z powodu swej działalności znalazł się w zainteresowaniu Służby Bezpieczeństwa. Z zachowanych w Instytucie Pamięci Narodowej dokumentów wynika, że był rozpracowywany od lutego 1976 roku w ramach Sprawy Operacyjnego Rozpracowania krypt. „Optymiści” (nr rej. WUSW Kraków 16863) oraz SOR kryptonim „Niepoprawni” (nr rej. WUSW Kraków 17303). Wspólnie z Bronisławem Wildsteinem brał udział w działalności nieformalnej grupy studenckiej na Uniwersytecie Jagiellońskim, zwanej „Anarchiści”. Materiały dotyczące Pyjasa złożono 7 maja 1976 roku w Archiwum Wydziału „C” KMMO w Krakowie pod sygnaturą 13645/II-gr (IPN Kr 0178/1) i 15481/II (IPN Kr 010/12065).
Pyjas zmarł 7 maja 1977 w kamienicy przy ulicy Szewskiej 7 w Krakowie. Zdaniem ówczesnych władz śmierć nastąpiła w wyniku upadku ze schodów (na początkowym etapie śledztwa sugerowano nawet spożycie alkoholu jako przyczynę). Według środowisk opozycyjnych, Pyjas zmarł wskutek pobicia przez funkcjonariuszy Służby Bezpieczeństwa („nieznanych sprawców”). Część środowisk opozycyjnych nie wierzyła jednak w celowy mord na zlecenie SB a raczej „wypadek przy pracy” bezpieki. Argumentowano to tym, że Pyjas był nikomu nieznanym studentem, bez większego znaczenia i osiągnięć na polu działań opozycji. Dodatkowo argumentowano, że władza nie posunęłaby się do takich czynów na parę dni przed Juwenaliami, obawiając się (słusznie) zamieszek.
Głównym źródłem informacyjnym Służby Bezpieczeństwa na temat Stanisława Pyjasa był jego kolega i późniejszy działacz Studenckiego Komitetu Solidarności Lesław Maleszka, występujący jako TW „Ketman” i TW „Return” (późniejszy dziennikarz Gazety Wyborczej).

### Studencki Komitet Solidarności
Śmierć Pyjasa wywołała masowe demonstracje studentów („Czarny Marsz”) i wezwania do bojkotu juwenaliów. Wieczorem 15 maja 1977 (na zakończenie „Czarnego Marszu”) pod Wawelem odczytano deklarację zawiązującą Studencki Komitet Solidarności w Krakowie i wzywającą do ujawnienia winnych zbrodni. Była to pierwsza tego rodzaju organizacja w Europie Wschodniej. W wydaniu krakowskiego „Dziennika Polskiego” z 16 maja 1977 skrytykowano organizatorów „czarnego marszu”, zarzucając im prowokację polityczną oraz zakłócanie radosnego przebiegu juwenaliów.

## Śledztwo w sprawie przyczyn śmierci
Według oficjalnej wersji przyczyną śmierci Stanisława Pyjasa był upadek ze schodów. Podstawą tej tezy była ekspertyza Zakładu Medycyny Sądowej w Krakowie. Sekcję zwłok wykonali dwaj adiunkci, odbierał ją zaś prof. Kazimierz Jaegermann. Kierownikiem Katedry był ówcześnie prof. Zdzisław Marek. Za obronę wniosku podwładnych został w 1991 decyzją rektora Akademii Medycznej pozbawiony funkcji kierownika Katedry Medycyny Sądowej za „naruszenie norm etycznych w działalności opiniodawczej”. Prof. Marek podtrzymał wersję o upadku ze schodów w wydanej w 2009 książce „Głośne zdarzenia w świetle medycyny sądowej”. Na początku lat 90. prof. Marek, nie wiedząc, że jest nagrywany, w rozmowie telefonicznej z dziennikarką radiową, przyznał iż „ktoś Pyjasowi dał po mordzie.., ale ja nie wiem kto...”. Fakt, iż to nie on prowadził omawianą sekcję zwłok potwierdził w 2009, będąc przesłuchiwanym przez IPN. Zeznał wtedy, że w ogóle nie prowadził oględzin zwłok, a jedynie podpisał się pod raportem przygotowanym przez inne osoby.
Śledztwo wznowione w 1991 wykazało, że Pyjas został śmiertelnie pobity. Jednak z powodu braku możliwości wykrycia sprawcy umorzono je ponownie w 1999. Po śmierci Pyjasa jego przyjaciel Bronisław Wildstein, podając się za krewnego Pyjasa obejrzał zwłoki, które według niego nosiły ślady charakterystyczne dla brutalnego pobicia. Za najbardziej prawdopodobny wątek uznano wtedy pobicie, na polecenie SB, przez byłego boksera „Wisły”, Mariana Węclewicza, który wkrótce po śmierci Pyjasa zginął w zamachu. W dokumentach śledztwa zachowała się notatka mówiąca wprost o zleceniu Marianowi Węclewiczowi przez agenta SB ps. „Janek” pobicia Pyjasa. Oficer SB, który prawdopodobnie zlecał to zadanie, zmarł na zawał serca.
W lipcu 1977 w Zalewie Solińskim znaleziono zwłoki Stanisława Pietraszki, który jako ostatni widział Pyjasa żywego i sporządził portret pamięciowy prawdopodobnego zabójcy i który według wszelkich poszlak został zamordowany. Poszlaki te, oprócz tego, że jego przyjaciele twierdzili, iż miał on lęk przed wodą, to okoliczności znalezienia ciała. Pietraszko 30 lipca zatrzymał się na polu namiotowym nad Zalewem Solińskim. Tak o zdarzeniu pisał Jan Józef Lipski: „O zmroku wyszedł nad Zalew umyć się. Ciało znaleziono przypadkiem, pływające w trzcinach, 1 sierpnia. Zdaniem specjalistów w dziedzinie medycyny sądowej, do których KOR zwrócił się o konsultację – gdyby Pietraszko utopił się, ciało wypłynęłoby na powierzchnię nieco później, na skutek procesów rozkładowych. To, że pływało na powierzchni 1 sierpnia, budzi przypuszczenie, iż w płucach znajdowało się powietrze, nie woda. Mogłoby to wskazywać na wrzucenie do wody zwłok, po śmierci innego rodzaju niż utopienie”.
We wrześniu 2008 chęć złożenia zeznań złożył zamieszkały w USA Wojciech Radomski, który był jednym z kolegów towarzyszących Pyjasowi w dniu śmierci.
20 kwietnia 2010 dokonano ekshumacji zwłok Stanisława Pyjasa celem ponownego zbadania w krakowskim Zakładzie Medycyny Sądowej. W trakcie dochodzenia prokurator Ireneusz Kunert z krakowskiego oddziału IPN potwierdził wykrycie obrażeń, których nie opisano w raporcie z 1977 oraz 1991. Kolejnym krokiem były badania przeprowadzone przez biegłych medyków sądowych z Zakładów Medycyny Sądowej we Wrocławiu, Bydgoszczy i Gdańsku. Wyniki analizy zdają się potwierdzać wnioski śledztwa z 1977, jakoby Stanisław Pyjas zginął z powodu nieszczęśliwego wypadku. Ujawniono również, że tuż przed śmiercią był pod wpływem alkoholu, natomiast nie odnotowano śladów pobicia ani postrzelenia.
15 lutego 2011 krakowski oddział IPN złożył wniosek o doprecyzowanie dokumentu końcowego z przeprowadzonej ekshumacji, kierując do zespołu biegłych dodatkowe 23 pytania. Równolegle zlecono opublikowanie uzupełniającej opinii sądowo-toksykologicznej biegłym z Instytutu Ekspertyz Sądowych w Krakowie. Według biegłych z Instytutu Ekspertyz Sądowych, „Pyjas mógł spaść ze schodów w kamienicy przy ul. Szewskiej, gdzie znaleziono jego ciało”, jednak „nie ma możliwości ustalenia, czy Pyjas spadł sam, czy też został zepchnięty”.

## Postępowanie o utrudnianie śledztwa
Jednocześnie prokuratura w 1999 rozpoczęła postępowanie o utrudnianie śledztwa w sprawie śmierci Stanisława Pyjasa. Akt oskarżenia objął 4 osoby:
- byłego inspektora Wydziału Inspekcji Biura Śledczego MSW Zbigniewa K.;
- byłego naczelnika Wydziału III Operacyjnego Komendy Wojewódzkiej MO w Krakowie Jana B.;
- byłego dyrektora Biura Śledczego MSW Tadeusza K.;
- gen. dywizji MO Bogusława Stachurę.

Dążyli oni do tego, by śledztwo wykazało iż przyczyną śmierci był nieszczęśliwy wypadek. Podali w śledztwie informacje, jakoby Pyjas nie był „w kręgu zainteresowań SB” i jednocześnie zatajali informację o typowaniu sprawcy pobicia oraz kierowali śledztwo na fałszywe tory.
25 stycznia 2002 Sąd po rozpoznaniu sprawy byłego inspektora Wydziału Inspekcji Biura Śledczego MSW Zbigniewa K. oraz byłego naczelnika Wydziału III Operacyjnego Komendy Wojewódzkiej MO w Krakowie Jana B. skazał ich prawomocnie za utrudnianie śledztwa na kary dwóch lat pozbawienia wolności w zawieszeniu na trzy lata, utrzymując w mocy wyrok Sądu I instancji z 6 lipca 2001.
Po ekshumacji szczątków Stanisława Pyjasa jego siostrzenica złożyła zawiadomienie o podejrzeniu utrudniania postępowania w trakcie i po ekshumacji. W lipcu 2011 krakowska prokuratura umorzyła śledztwo w sprawie utrudniania postępowania z powodu niestwierdzenia znamion przestępstwa – poinformowała rzecznik Prokuratury Okręgowej Bogusława Marcinkowska. Kraków (PAP)

## Śledztwo reporterskie
W 2023 roku ukazała się książka - reportaż historyczny Cezarego Łazarewicza (laureata nagrody Nike 2017 za reportaż o sprawie Grzegorza Przemyka) pt. Na Szewskiej. Sprawa Stanisława Pyjasa, która podważa ustalenia śledczych oraz części przyjaciół Pyjasa.

## Upamiętnienie
21 września 2006 Stanisław Pyjas został pośmiertnie odznaczony przez prezydenta RP Lecha Kaczyńskiego Krzyżem Komandorskim Orderu Odrodzenia Polski, a w 2019 Krzyżem Wolności i Solidarności.
W maju 2019 roku w 42. rocznicę śmierci Stanisława Pyjasa na skwerze obok domu studenckiego „Żaczek” w Krakowie odsłonięto jego pomnik. Pomnik przywodzi na myśl półokrągłą bramę. Budzi to oczywiste skojarzenie z miejscem, w którym znaleziono zwłoki Stanisława Pyjasa – kamienicą przy ul. Szewskiej 7. Promienie słońca prześwitujące przez ażurową bramę odmalowują na płycie przed pomnikiem oblicze Stanisława Pyjasa ze znanego powszechnie zdjęcia. Obok umieszczony jest tekst z informacją o studencie.
W 1996 roku został patronem ulicy w Krakowie (dzielnica Krowodrza), a w 2019 roku patronem ulicy w Warszawie (dzielnica Mokotów).

### Filmy
- Film produkcji fińskiej pt. „Śmierć studenta”, reż. Jarmo Jääskeläinen, 1977.
- Film dokumentalny „Spadł, utonął, umarł” reż. Krzysztof Krauze, 1994.
- Film dokumentalny „Kontrwywiad” reż. Krzysztof Krauze, 1994.
- Sfabularyzowane śledztwo dziennikarskie w sprawie morderstwa Stanisława Pyjasa przedstawia film Krzysztofa Krauzego „Gry uliczne”
- W czerwcu 2008 stacja TVN wyświetliła film dokumentalny „Trzech kumpli” poświęcony inwigilacji przez SB środowiska Pyjasa oraz jego śmierci[13]. Film opisuje m.in. agenturalną działalność Lesława Maleszki oraz hipotezę, według której Pyjas został zabity, gdy zaczął podejrzewać Maleszkę o donosicielstwo. SB miała podjąć decyzję o jego likwidacji w celu ochrony Maleszki, który był jednym z najbardziej wartościowych współpracowników[36][37].
- Film dokumentalny „Buntownicy. Studencki Komitet Solidarności”, reż. Wojciech Szumowski, 2007 (nakręcony w 30. rocznicę śmierci Pyjasa).